# Radetići
Radetići is een plaats in de gemeente Tinjan in de Kroatische provincie Istrië. De plaats telt 233 inwoners (2001).